# Online-Überwachung
Online-Überwachung bedeutet das Überwachen von z. B. Messgeräten, Videoüberwachung von Privatwohnungen oder die heimliche Überwachung durch die Strafverfolgungsbehörden mit Hilfe technischer Möglichkeiten über das Internet. Auch die Online-Überwachung am Arbeitsplatz ist bekannt.

## Staatliche Online-Überwachung
Unterschiedliche Behörden greifen auf moderne und sich weiter entwickelnde Kommunikationsinfrastrukturen über das Internet zu. Die Online-Überwachung kann dann eingesetzt werden, wenn die Kommunikation während der datenpaketvermittelten Übertragung nicht verschlüsselt stattfindet. Während bei der Online-Durchsuchung statische Informationen von Daten auf Festplatten über das Internet mit Hilfe eines sogenannten Bundestrojaners zugegriffen werden soll, wird bei der Online-Überwachung sämtliche Kommunikation von informationstechnischen Systemen betroffen.